# CDH8
CDH8‏ (Cadherin 8) هوَ بروتين يُشَفر بواسطة جين CDH8 في الإنسان.